# Гингст
Гингст (њем. Gingst) општина је у њемачкој савезној држави Мекленбург-Западна Померанија. Једно је од 42 општинска средишта округа Риген. Према процјени из 2010. у општини је живјело 1.385 становника. Посједује регионалну шифру (AGS) 13061012.

## Географски и демографски подаци
Гингст се налази у савезној држави Мекленбург-Западна Померанија у округу Риген. Општина се налази на надморској висини од 6 метара. Површина општине износи 21,7 km². У самом мјесту је, према процјени из 2010. године, живјело 1.385 становника. Просјечна густина становништва износи 64 становника/km².